# Saint-Congard

Saint-Congard este o comună în departamentul Morbihan, Franța. În 1 ianuarie 2022 avea o populație de 806 de locuitori.